# Szyszak (ptak)

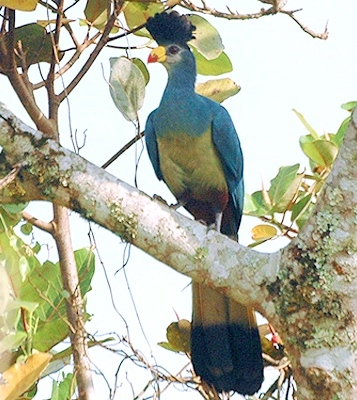
Osobnik sfotografowany w Ugandzie

Szyszak, bananojad, chełmiak, turak, turako olbrzymi (Corythaeola cristata) – gatunek dużego ptaka z rodziny turakowatych (Musophagidae), zamieszkujący Afrykę Subsaharyjską.
Zasięg występowaniaWystępuje od Gwinei Bissau i Gwinei do Sudanu Południowego, zachodniej Kenii, północno-zachodniej Tanzanii i północnej Angoli.
SystematykaJest jedynym przedstawicielem podrodziny szyszaków (Corythaeolinae). Nie wyróżnia się podgatunków, choć populacje ze wschodniej części zasięgu wydzielano niekiedy do podgatunku yalensis.
MorfologiaOsiągając długość do 70–75 cm i masę ciała 820–1230 gramów, jest zdecydowanie największym ze wszystkich turaków. Samice są podobne do samców pod względem upierzenia, ale są nieco większe.
EkologiaZamieszkuje gęste lasy Afryki równikowej. Spotykany od poziomu morza do 2700 m n.p.m. Odżywia się głównie pokarmem roślinnym (zwłaszcza owocami, ale również pąkami, pędami, liśćmi i kwiatami); niewielką część jego diety stanowią też owady.
Gniazduje na wysokich drzewach, często ponad wodą. Samica składa zwykle 2 jasnoniebieskie jaja. Wysiadywanie trwa 29–31 dni, a zajmują się nim oboje rodzice. Opieką nad potomstwem także zajmują się oboje rodzice. Młode opuszczają gniazdo po 5–6 tygodniach od wyklucia, choć są jeszcze karmione przez rodziców zanim osiągną wiek około 3 miesięcy.
StatusIUCN uznaje szyszaka za gatunek najmniejszej troski (LC, Least Concern) nieprzerwanie od 1988 roku. Liczebność populacji nie została oszacowana, ale ptak ten opisywany jest jako najbardziej rozpowszechniony ze wszystkich turaków, a w większości zasięgu występowania nie jest to ptak rzadki. Trend liczebności populacji jest uznawany przez BirdLife International za spadkowy ze względu na utratę siedlisk leśnych.